# Santinho Matonse
Santos Matonse – mozambicki piłkarz grający na pozycji pomocnika. W swojej karierze grał w reprezentacji Mozambiku.

## Kariera klubowa
W swojej karierze piłkarskiej Matonse grał w klubie CD Maxaquene.

## Kariera reprezentacyjna
W 1986 roku Matonse został powołany do reprezentacji Mozambiku na Puchar Narodów Afryki 1986. Na tym turnieju rozegrał jeden mecz grupowy, z Wybrzeżem Kości Słoniowej (0:3).